# Abumombazi flygplats
Abumombazi flygplats är en stängd statlig flygplats vid orten Abumombazi i Kongo-Kinshasa. Den ligger i provinsen Nord-Ubangi, i den norra delen av landet, 1 200 km nordost om huvudstaden Kinshasa. Abumombazi flygplats ligger 457 meter över havet. ICAO-koden är FZFE. Flygplatsen stängdes i slutet av 1990-talet. Under perioden 2012–2015, den senaste för vilken statistik är tillgänglig, hade flygplatsen ingen trafik.